# مؤسسة الإذاعة التونسية

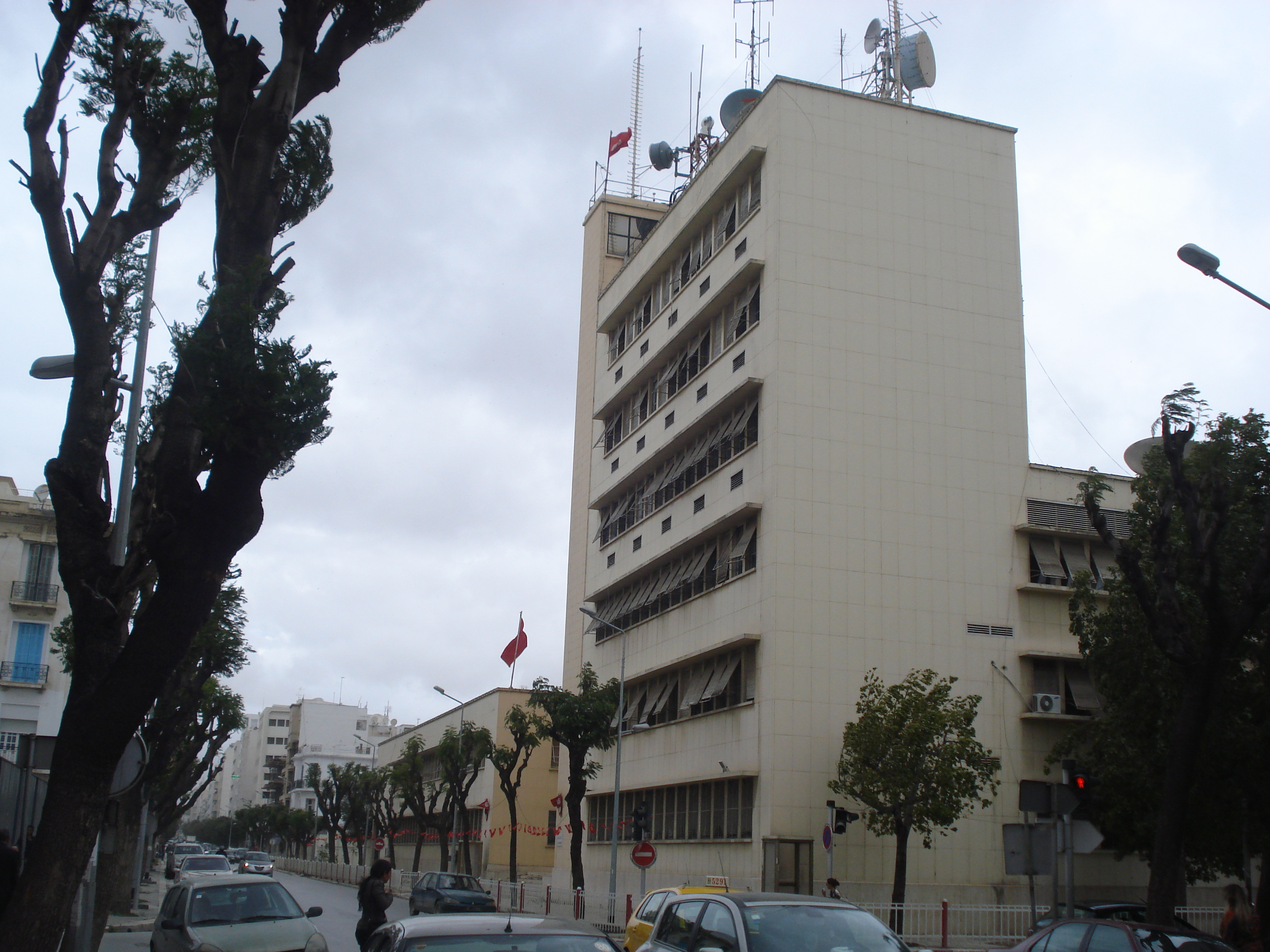

مؤسسة الإذاعة التونسية هي المؤسسة الحكومية التونسية التي تعني بالإذاعة. وقع انشاؤها سنة 2007 بعد تقسيم مؤسسة الإذاعة والتلفزة التونسية إلى مؤسستين: مؤسسة تعنى بالإذاعة (مؤسسة الإذاعة التونسية) وأخرى تعنى بالتلفزة (مؤسسة التلفزة التونسية).

## المحطات
- خمس محطات وطنية: إذاعة تونس، إذاعة الشباب، إذاعة تونس الثقافية، إذاعة تونس الدولية، راديو بانوراما.
- خمس محطات جهوية: إذاعة صفاقس، إذاعة المنستير، إذاعة قفصة، إذاعة تطاوين، إذاعة الكاف.

## وصلة خارجية
- (بالعربية) موقع الإذاعة التونسية